# Lucjan Stokowski
Lucjan Kazimierz Stokowski (ur. 1 grudnia 1886 w Zamościu, zm. wiosną 1940 w Charkowie) – major piechoty Wojska Polskiego, kawaler Orderu Virtuti Militari, ofiara zbrodni katyńskiej.

## Życiorys
Syn Jana i Ksawery z Kozłowskich. Absolwent Szkoły Realnej w Łowiczu. Od 1914 w armii rosyjskiej. W 1917 wstąpił do II Korpusu Polskiego, przydzielony został do 15 pułku strzelców polskich. W 1918 został przyjęty do Wojska Polskiego i przydzielony do 35 pułku piechoty. W jego szeregach walczył na wojnie z bolszewikami, a po jej zakończeniu kontynuował zawodową służbę wojskową.
3 maja 1922 został zweryfikowany w stopniu kapitana ze starszeństwem z 1 czerwca 1919 i 1069. lokatą w korpusie oficerów piechoty. Z dniem 26 lutego 1925 został przeniesiony do Korpusu Ochrony Pogranicza i przydzielony do 6 batalionu granicznego. W 1927 był dowódcą 4 kompanii granicznej, a następnie w sztabie 2 Brygady Ochrony Pogranicza. 18 lutego 1928 został mianowany majorem ze starszeństwem z 1 stycznia 1928 i 41. lokatą w korpusie oficerów piechoty. W kwietniu tego roku został przeniesiony z KOP do 57 pułku piechoty w Poznaniu na stanowisko oficera sztabowego pułku. W lipcu 1929 został przesunięty na stanowisko dowódcy batalionu. Z dniem 31 grudnia 1932 został przeniesiony w stan spoczynku. W 1934, jako oficer stanu spoczynku pozostawał w ewidencji Powiatowej Komendy Uzupełnień Warszawa Miasto III. Posiadał przydział do Oficerskiej Kadry Okręgowej Nr I. Był wówczas „przewidziany do użycia w czasie wojny”.
W czasie kampanii wrześniowej 1939 – po agresji ZSRR na Polskę – w nieznanych okolicznościach dostał się do niewoli sowieckiej. Przebywał w obozie w Starobielsku. Wiosną 1940 został zamordowany przez funkcjonariuszy NKWD w Charkowie i pogrzebany w bezimiennej mogile zbiorowej w Piatichatkach, gdzie od 17 czerwca 2000 mieści się oficjalnie Cmentarz Ofiar Totalitaryzmu w Charkowie. Figuruje na Liście Starobielskiej NKWD, pod poz. 2948.

## Upamiętnienie
5 października 2007 minister obrony narodowej Aleksander Szczygło mianował go pośmiertnie na stopień podpułkownika. Awans został ogłoszony 9 listopada 2007 w Warszawie, w trakcie uroczystości „Katyń Pamiętamy – Uczcijmy Pamięć Bohaterów”.

## Ordery i odznaczenia
- Krzyż Srebrny Orderu Wojskowego Virtuti Militari nr 6718
- Krzyż Niepodległości – 2 maja 1933 „za pracę w dziele odzyskania niepodległości”[22]
- Krzyż Walecznych – dwukrotnie[23]
- Medal Pamiątkowy za Wojnę 1918–1921 „Polska Swemu Obrońcy”[1]
- Medal Dziesięciolecia Odzyskanej Niepodległości[1]
- Medal Międzysojuszniczy „Médaille Interalliée”[24][23]